# Гордійчук Олександр Михайлович
Олекса́ндр Миха́йлович Гордійчу́к (нар. 5 жовтня 1983 — 13 серпня 2014) — старший сержант 30-ї окремої механізованої бригади Збройних сил України, учасник російсько-української війни.

## Життєвий шлях
Народився 1983 року в місті Новоград-Волинський (Житомирська область). 1999-го закінчив звягельську ЗОШ № 4. Тричі перебував у миротворчих місіях в Косово. Проживав у м. Новоград-Волинський (Житомирська область). Сержант контрактної служби, спеціаліст служби захисту інформації 30-ї ОМБр. В липні 2014-го побував удома у короткотерміновій відпустці.
Загинув під час боїв у прикордонній зоні в Донецькій області — наступали частини терористів вздовж російсько-українського кордону з артилерійським обстрілом. Разом з Олександром загинули майор Микола Лісовський, майор Сергій Гордієнко, капітан Олег Обухівський, солдат Ян Даманський та ще один військовослужбовець, особа якого остаточно не встановлена. Майже місяць відомості про Олександра розшукували його рідні, останнє повідомлення від нього було 12 серпня з району міста Амвросіївка у Донецькій області. Тіло Гордійчука знайдено на полі поміж селами Маринівка та Степанівка місією «Евакуація-200» 3 вересня 2014-го.
Поховали воїна 9 вересня 2014 року у селі Барвинівка Новоград-Волинського району.
Залишилися батьки в Новограді-Волинському, дружина Ірина, неповнолітні доньки Катруся 2008 р.н. та Люба 2014 р.н., сестра Наталія.

## Нагороди та вшанування
За особисту мужність і героїзм, виявлені у захисті державного суверенітету та територіальної цілісності України, вірність військовій присязі під час російсько-української війни, відзначений — нагороджений
- орденом «За мужність» III ступеня (15.5.2015, посмертно)
- Вшановується 13 серпня на щоденному ранковому церемоніалі вшанування українських захисників, які загинули цього дня у різні роки внаслідок російської збройної агресії[1].
- Його портрет розміщений на меморіалі «Стіна пам'яті полеглих за Україну» у Києві: секція 2, ряд 5, місце 33.
- Почесний громадянин Звягеля (посмертно; рішення Новоград-Волинської міської ради від 24.07.2020 № 1002)[2]
- 23 жовтня 2015 року у звягельській ЗОШ № 4 йому відкрито меморіальну дошку.[3]